# Brzeziny (powiat kłobucki)
Brzeziny – wieś w Polsce położona w województwie śląskim, w powiecie kłobuckim, w gminie Przystajń.
| SIMC    | Nazwa    | Rodzaj    |
| ------- | -------- | --------- |
| 0143768 | Sachalin | część wsi |

W latach 1975–1998 miejscowość należała administracyjnie do województwa częstochowskiego.
Zobacz też: Brzeziny, Brzeziny Nowe, Brzeziny-Janowięta, Brzeziny-Kolonia